# Giuditta e Oloferne (arte)

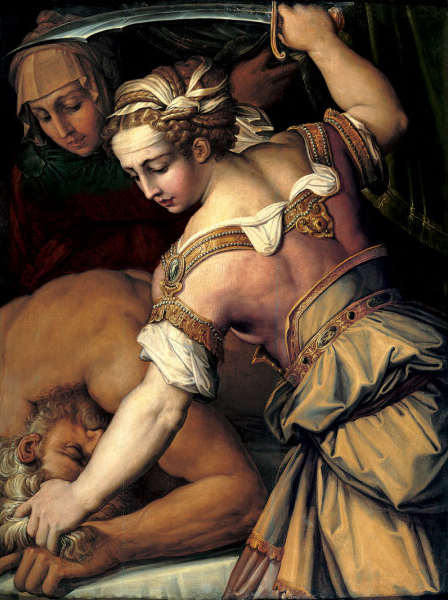
Giorgio Vasari, Giuditta e Oloferne, 1554 circa

L’episodio biblico di Giuditta e Oloferne ha ispirato due celebri temi artistici della storia dell'arte occidentale: Giuditta che decapita Oloferne e Giuditta con la testa di Oloferne. Questi due temi artistici vennero rappresentati soprattutto nella pittura europea del diciassettesimo secolo.

## Descrizione

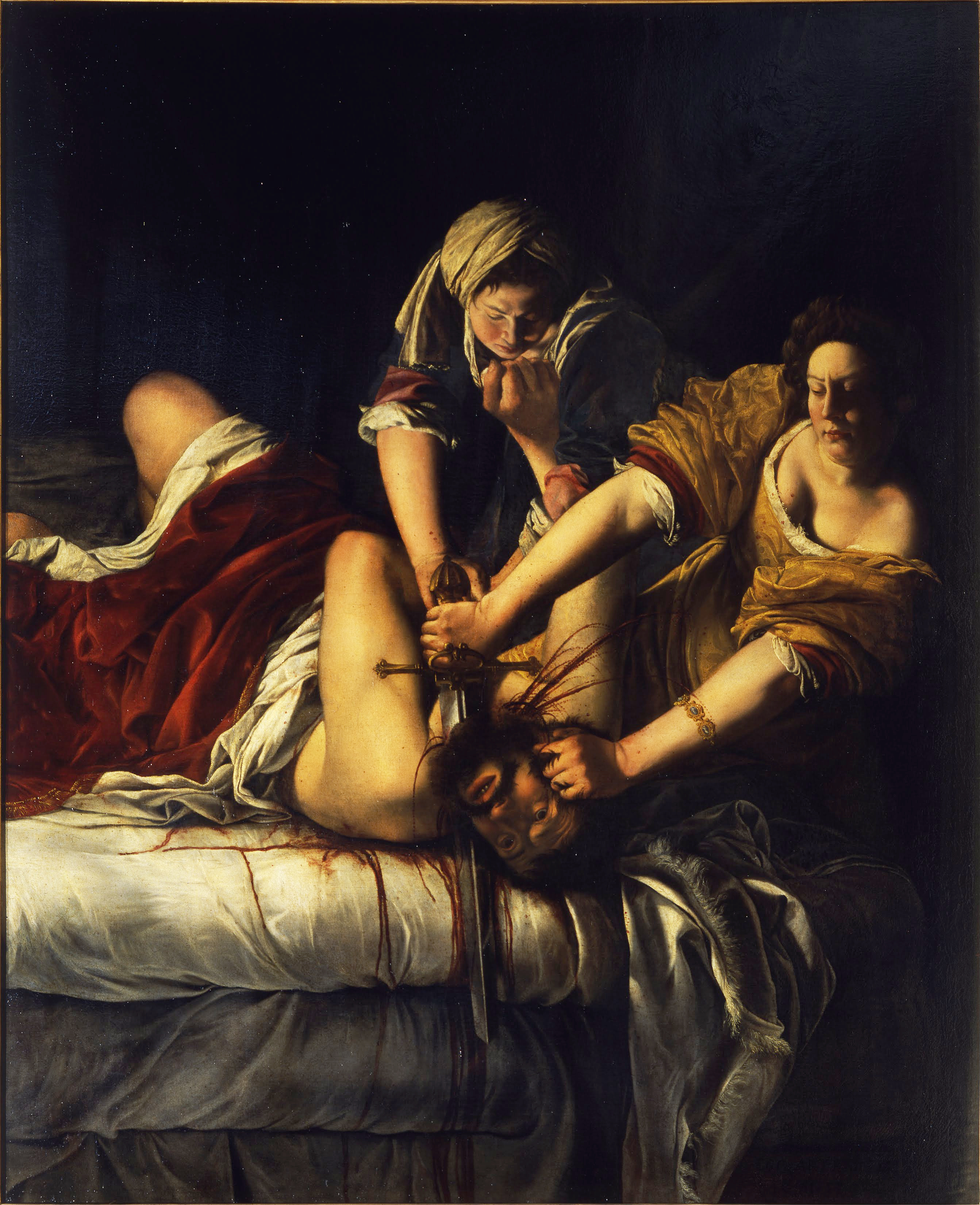
Artemisia Gentileschi, Giuditta che decapita Oloferne, 1620 circa

Nel racconto biblico, Giuditta è una vedova che abita nella città di Betulia, assediata dal generale assiro Oloferne: per salvare la città, ella decide di andare nell'accampamento nemico, entrare nella tenda del generale e fingersi una traditrice. Oloferne si invaghisce di lei e, desideroso di possederla, la invita a un banchetto durante il quale si ubriaca: Giuditta lo decapiterà per poi mettere la sua testa in una cesta o su un piatto (che nelle rappresentazioni artistiche spesso viene portata/o da una serva più anziana di lei). I dipinti rappresentano generalmente la decapitazione di Oloferne mentre è disteso sul suo letto, o Giuditta che tiene in mano la sua testa, talvolta aiutata dalla serva.
Nell'arte europea, Giuditta viene rappresentata molto spesso con la serva alle spalle, così da distinguerla da Salomè o altri personaggi biblici che portano la testa recisa della loro vittima (nel caso di Salomè, san Giovanni il Battista, ucciso su sua richiesta) su un piatto d'argento. Tuttavia, si sviluppò un'iconografia dell'Europa del Nord nella quale, oltre alla serva, Giuditta è accompagnata da un destriero, che Erwin Panofsky prese come esempio della conoscenza necessaria per gli studi iconografici. Per molti artisti e studiosi, la femminilità sessualizzata di Giuditta si combinava in modo interessante e talvolta contraddittorio con la sua aggressività mascolina. Giuditta è una delle figure femminili virtuose che Johan van Beverwijck menzionò nella sua difesa per la superiorità delle donne sugli uomini del 1639. Nel Rinascimento nordico questo era un esempio del tema iconografico del "potere delle donne" (in tedesco: Weibermacht).

## Storia

### Rinascimento
Una delle prime opere rinascimentali su questo tema artistico è Giuditta e Oloferne, la celebre scultura bronzea di Donatello, che veniva vista come un'allegoria del comune di Firenze contro la tirannia. Oltre alla scultura donatellesca, si citano le opere Ritorno di Giuditta a Betulia di Sandro Botticelli (1470–1472), Giuditta e l'ancella con la testa di Oloferne di Andrea Mantegna (1495) e uno degli affreschi di Michelangelo dalla volta della cappella Sistina (1508–1512).

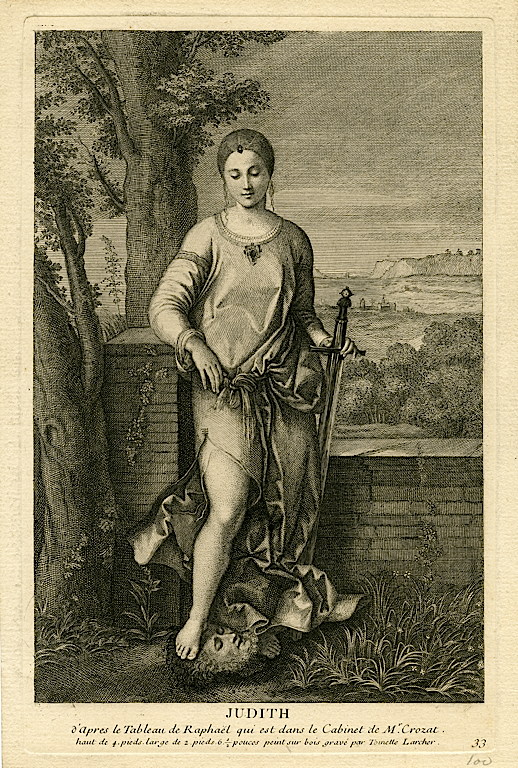
Un'incisione del diciottesimo secolo basata sul dipinto giorgionesco.

Le opere su questo tema risalenti al primo Rinascimento raffigurano l'eroina completamente vestita e non sessualizzata, mentre nel tardo Rinascimento l'iconografia del personaggio cambiò considerevolmente. Gli artisti di questo periodo, in particolare Lucas Cranach il Vecchio, autore di almeno otto quadri sul tema, rappresentarono una Giuditta più sessualizzata, come se fosse una "seduttrice assassina": la figura di Giuditta si allontanò sempre di più dalle donne virtuose (esemplificate da Maria) per avvicinarsi a quelle perverse (simboleggiate da Eva). Secondo il critico d'arte Jonathan Jones:
Questa transizione dall'immagine desessualizzata della Virtù a una donna più sessuale e aggressiva è suggellata nella Giuditta con la testa di Oloferne di Giorgione (1505 circa): Giorgione mostra l'istanza eroica e il trionfo della vittoria di Giuditta che schiaccia la testa mozzata di Oloferne. L'emblema della Virtù, tuttavia, viene sviato da un particolare che evoca l'erotismo: una gamba scoperta che appare da uno spacco del suo vestito. È un primo segno della nascita dell'iconografia di Giuditta come donna fatale, che ebbe molta fortuna presso gli artisti nordici. Nel 1525, due tedeschi, il pittore Hans Baldung e l'incisore Barthel Beham, furono tra i primi artisti che ritrassero l'eroina completamente nuda, accentuando ulteriormente quest'iconografia erotica. Si ritiene che il primo in assoluto sia stato lo scultore italiano Bellano, autore di una scultura che era conservata a Berlino, andata perduta nel secondo conflitto mondiale. Nella seconda metà del Cinquecento iniziarono a diffondersi le stampe su questo soggetto, come quella di Girolamo Mocetto da un'opera mantegnesca.

### Barocco

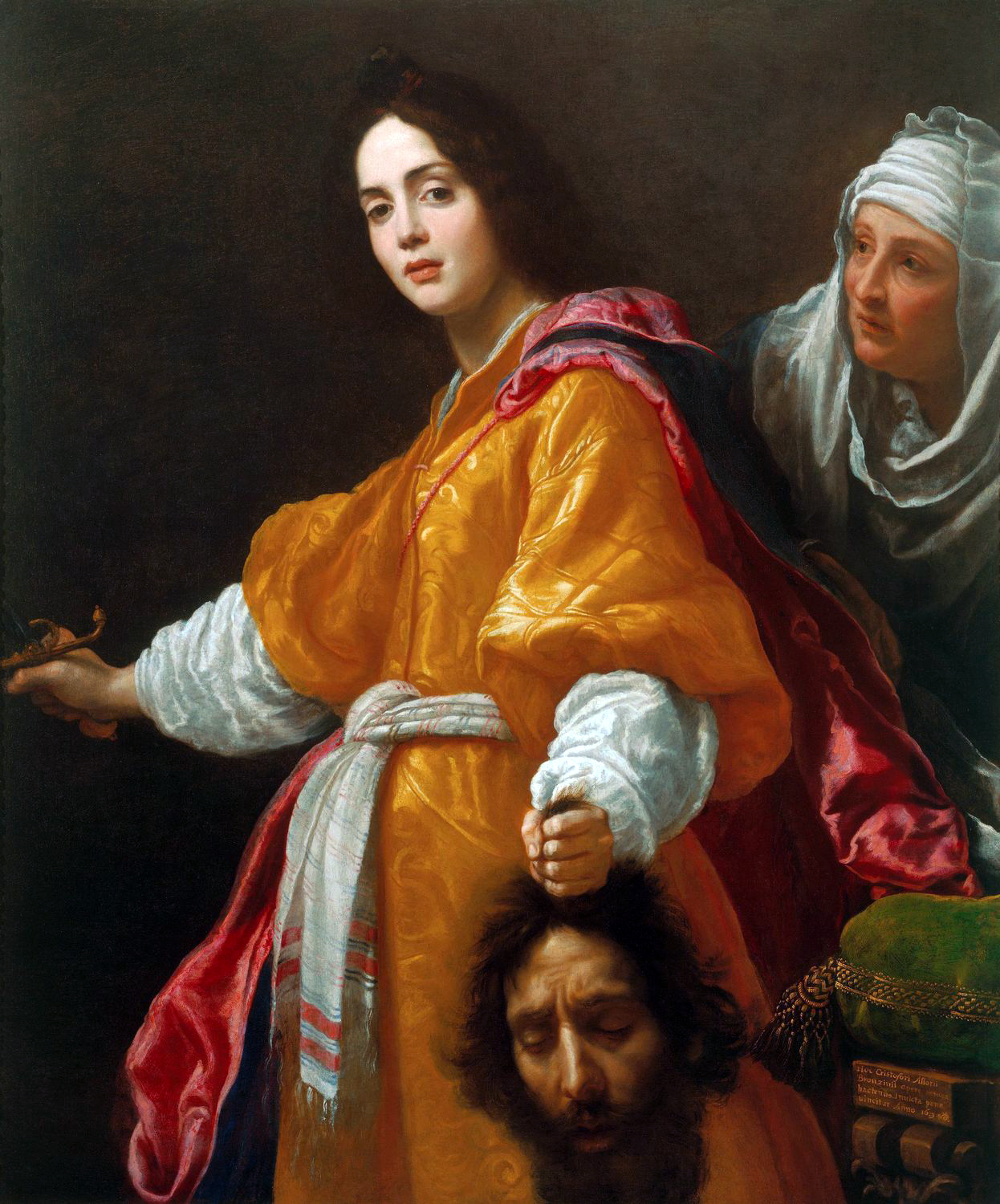
Cristofano Allori, Giuditta con la testa di Oloferne, 1613 circa

Giuditta rimase popolare nel periodo barocco, ma i dipinti su questo tema iniziarono a farsi più violenti. In Italia il tema fu ripreso dal Caravaggio, Lionello Spada e Bartolomeo Manfredi; nell'Europa settentrionale da Rembrandt, Pietro Paolo Rubens ed Eglon van der Neer. Quando Rubens iniziò a commissionare delle riproduzioni a stampa delle sue opere, il primo a trarne un'incisione fu Cornelis Galle il Vecchio. La composizione influente di Cristofano Allori (1613 circa), un'opera della quale esistono varie versioni, riprese un espediente adoperato nell'allora recente Davide con la testa di Golia del Caravaggio: la testa di Oloferne è un autoritratto dell'artista, Giuditta è la sua ex amante e la serva sua madre. Nel dipinto di Artemisia Gentileschi, del quale esistono due versioni, viene raffigurato l'esatto momento dell'uccisione, ispirato al quadro caravaggesco, mentre un altro quadro al palazzo Pitti di Firenze mostra una scena più tradizionale.

Giulia Lama, Giuditta e Oloferne, 1730

Se molti di questi dipinti erano il frutto di una committenza privata, dei dipinti e dei cicli di affreschi importanti vennero commissionati dalle autorità religiose per promuovere una nuova lettura allegorica della storia. Durante l'era della Controriforma, Giuditta veniva vista dalla Chiesa Cattolica come una vincitrice dell'eresia, identificata invece nel Protestantesimo, come testimonia un ciclo di affreschi nel palazzo del Laterano commissionato dal papa Sisto V e realizzato da Giovanni Guerra e Cesare Nebbia.
Nel primo terzo del secolo diciottesimo, Giulia Lama scelse un momento peculiare: non quello della decapitazione, bensì quello appena anteriore, quando, essendo Oloferne già privo di sensi e alla sua mercé, Giuditta alza gli occhi verso il cielo mentre prega ("Dammi forza, Signore Dio d`Israele, in questo momento").

### Epoca contemporanea

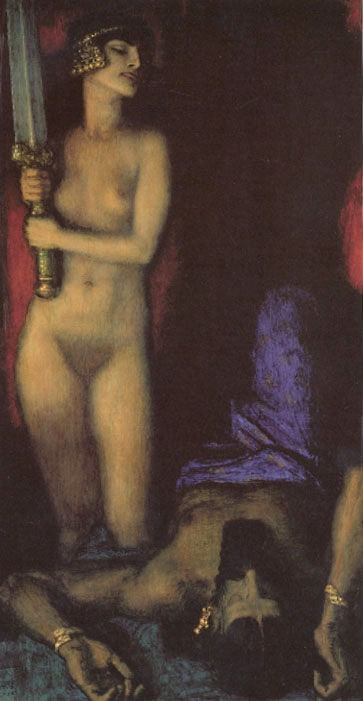
Franz von Stuck, Giuditta, 1927

La natura allegorica dell'episodio dal libro deuterocanonico continuò a ispirare gli artisti anche dopo la fine dell'epoca barocca. Alla fine del secolo diciannovesimo, Jean Charles Cazin realizzò una serie di cinque opere su questo tema che culmina in un finale convenzionale, secondo il gusto della morale vittoriana: Giuditta, "nella sua onorevole anzianità... che fila seduta in casa sua".
Il pittore austriaco Gustav Klimt realizzò due celebri dipinti sul tema. Questo racconto era abbastanza popolare presso Klimt e i suoi contemporanei, ed egli dipinse la Giuditta I nel 1901, raffigurando una donna sognante e sensuale con la veste aperta nel mezzo. La Giuditta II del 1909, d'altro canto, è "meno erotica e più spaventosa". Le due opere "richiamano alla mente una crisi dell'ego maschile, le paure e le fantasie violente intrecciate con una morte erotizzata, che le donne e la sessualità suscitarono in almeno alcuni uomini durante passaggio tra un secolo e l'altro".
I quadri moderni sul tema ritraggono spesso Giuditta nuda, come nell'opera del 1928 di Franz von Stuck: la "liberatrice del suo popolo" si erge nuda e mentre tiene una spada, accanto al divano sul quale dorme Oloferne, semicoperto da una coperta blu. Se nel testo biblico la donna è puramente casta, nel dipinto di Franz von Stuck ella "diviene, nella sua nudità abbagliante, l'epitome della seduzione depravata".
Nel 1997, gli artisti russi Vitalij Komar e Aleksandr Melamed dipinsero un'opera intitolata Giuditta nella Piazza Rossa, nella quale la testa decapitata di Stalin viene contemplata con curiosità e soddisfazione da una giovane ragazza russa. Nel 1999, l'artista austro-statunitense Tina Blondell fece un acquerello ispirato esplicitamente alla Giuditta I klimtiana, intitolato I'll Make You Shorter by a Head ("Ti accorcerò di una testa") e facente parte della serie Fallen Angels ("Angeli caduti").
Nella sua prima serie di ritratti femminili intitolata An Economy of Grace ("Un'economia di grazia"), l'artista statunitense Kehinde Wiley ritrasse Giuditta come un'afroamericana scalza e che indossa un abito lungo disegnato dalla casa di moda Givenchy. L'eroina di Wiley è circondata da uno sfondo di fiori splendidamente colorati e, data la luminosità di questi fiori circostanti, solo in seguito lo spettatore si rende conto che sta tenendo la testa recisa di una donna bianca.

## Galleria d'immagini

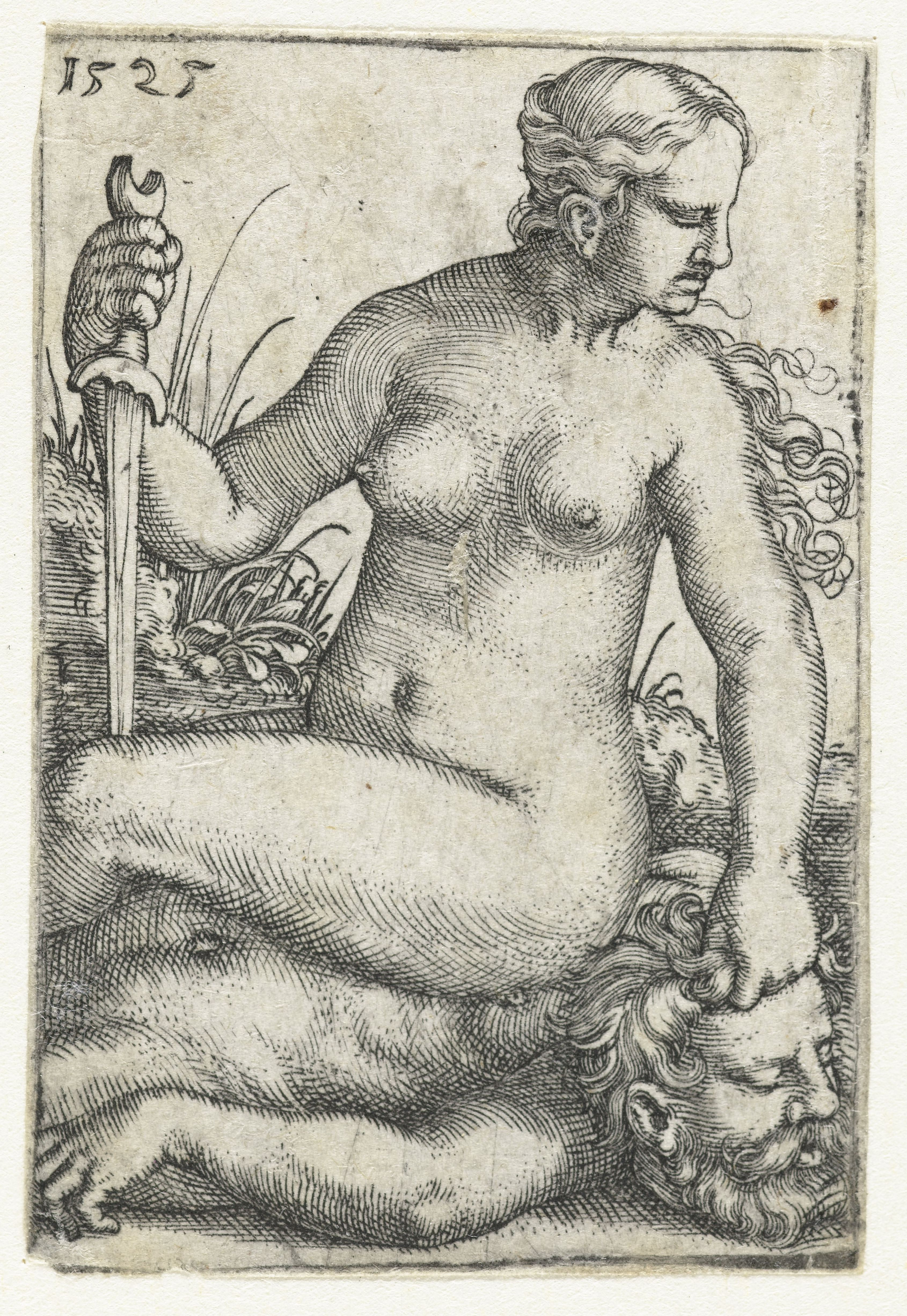
Barthel Beham, Giuditta e la testa di Oloferne, 1525
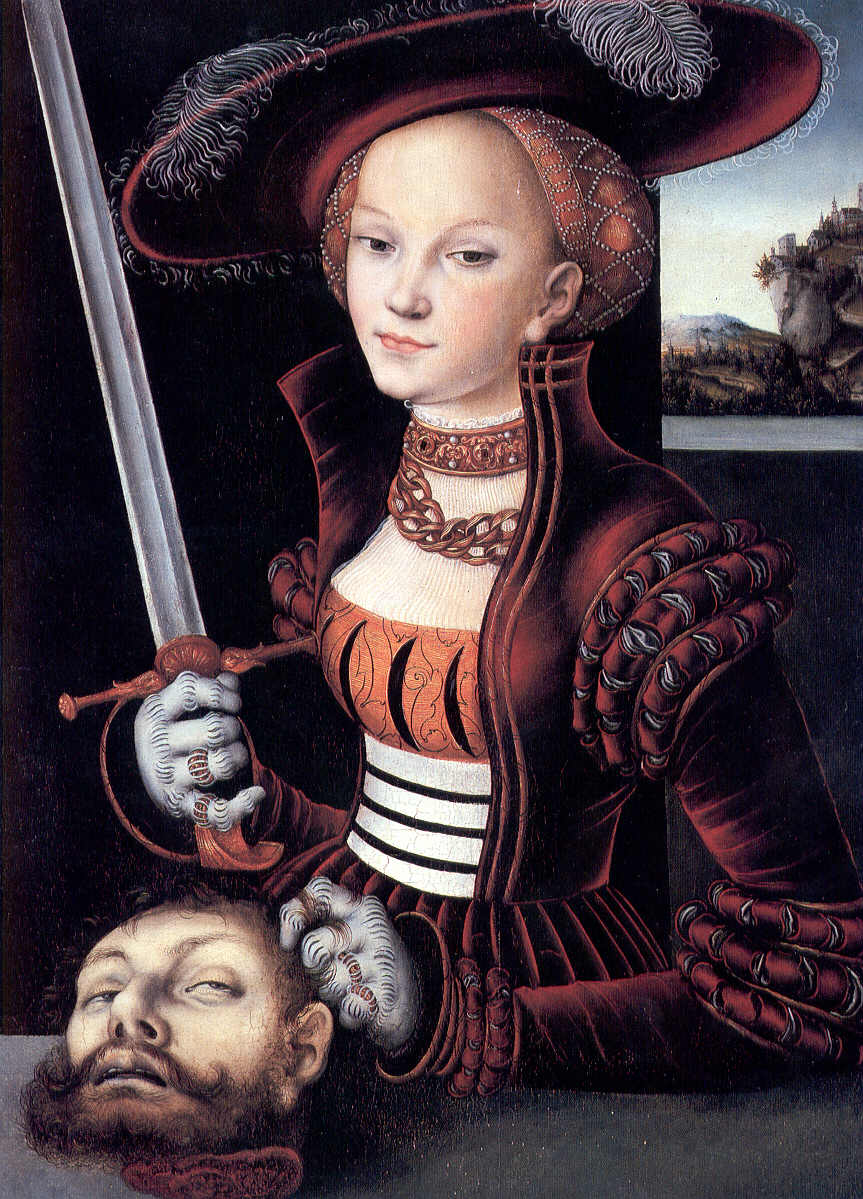
Lucas Cranach il Vecchio, Giuditta con la testa di Oloferne, 1530
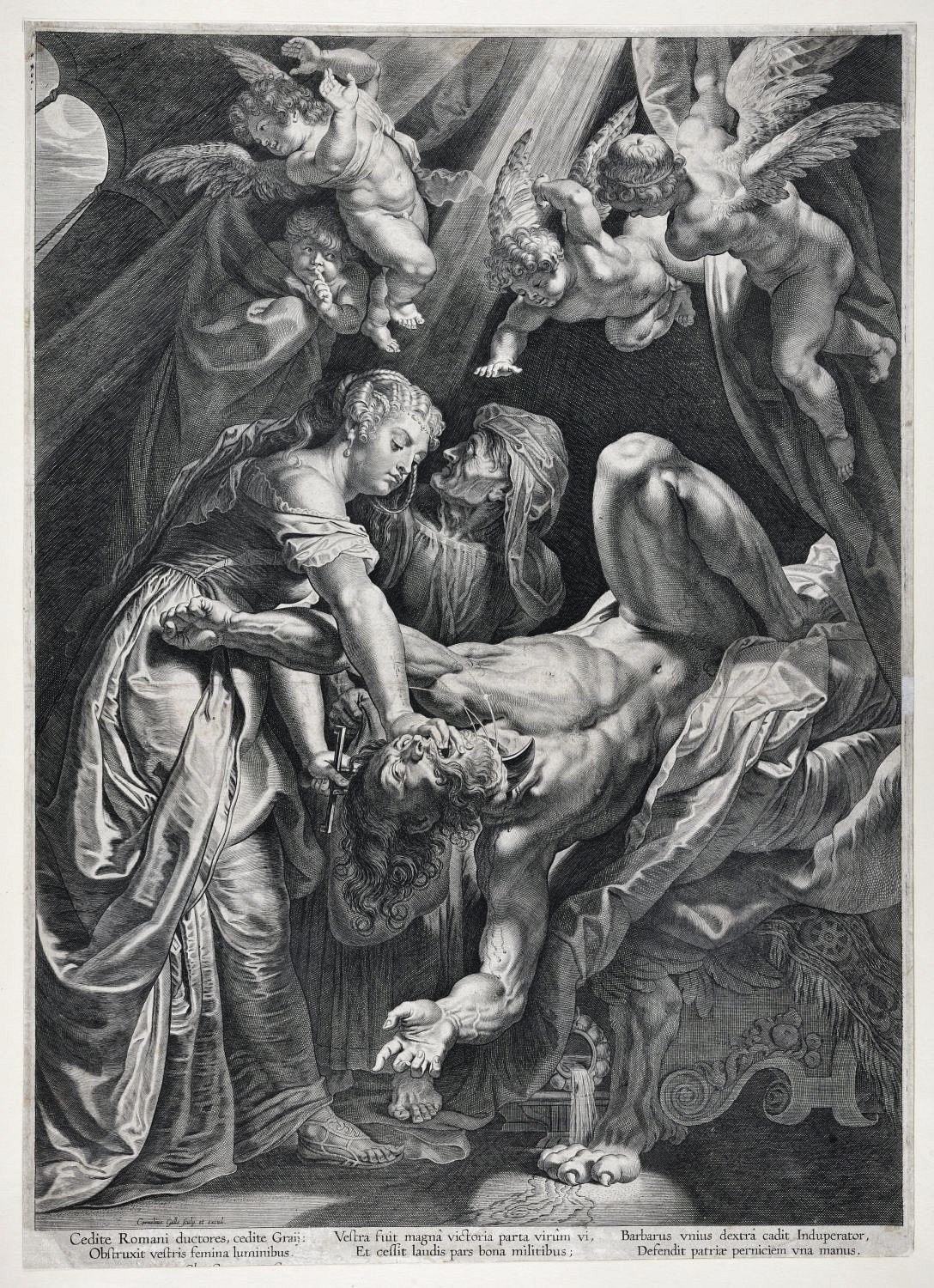
Cornelis Galle il Vecchio (da Rubens), Giuditta decapita Oloferne, 1610 circa
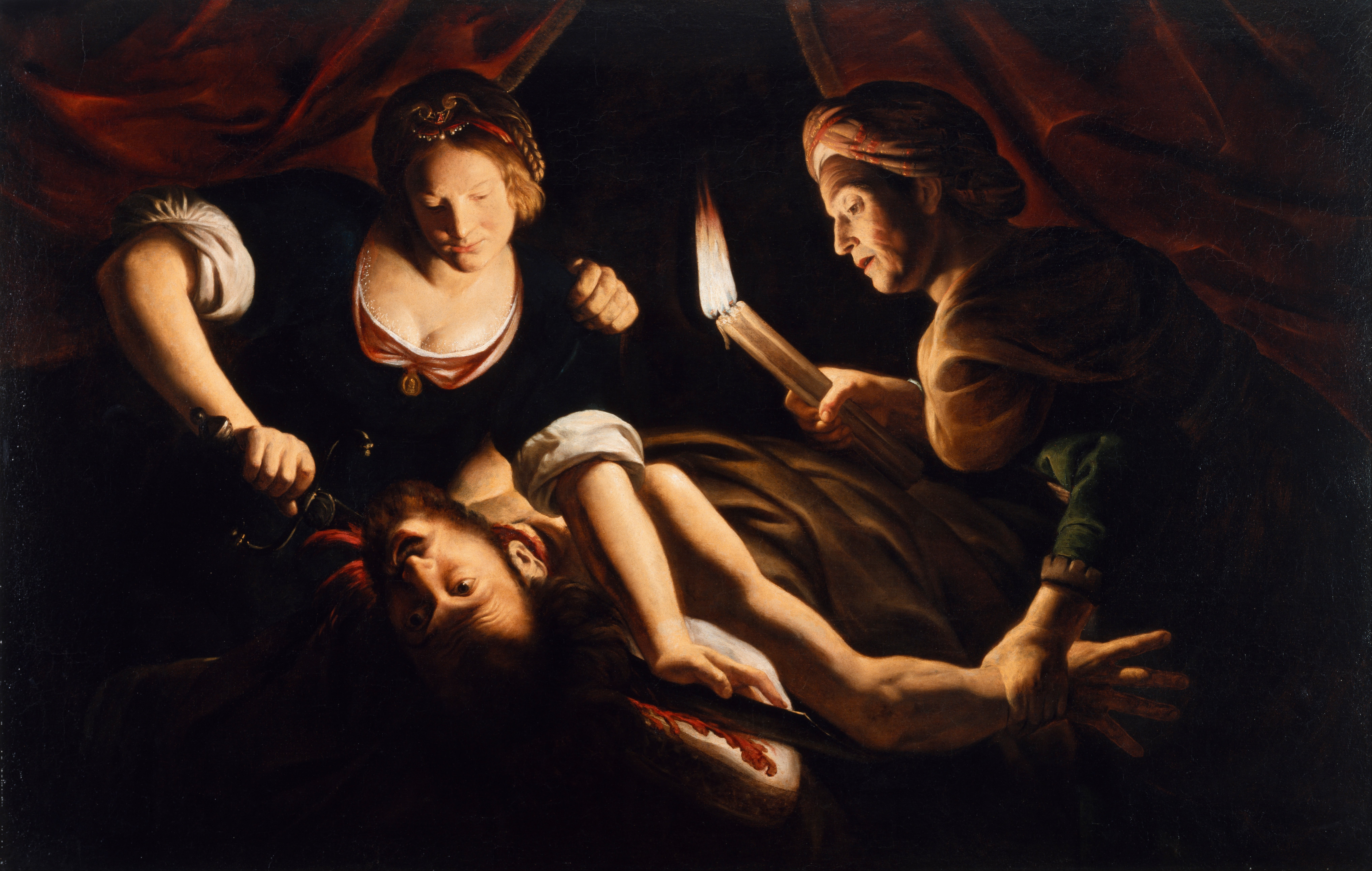
Trophime Bigot, Giuditta che decapita Oloferne, 1640 circa